# Martín Arjol
Martín Alfredo Arjol (Posadas, 2 de julio de 1981) es un político y abogado argentino. Desde el 2021, se desempeña como diputado nacional en representación de la provincia de Misiones.

## Biografía
Arjol nació en la ciudad de Posadas, provincia de Misiones. Se egresó como abogado de la Universidad Católica de Santa Fe en 2005, y logró cierto reconocimiento trabajando como abogado antes de ser electo como concejal en 2013 por la Unión Cívica Radical en 2013. En 2019 se postuló por su partido para intendente de Posadas, aunque no pudo vencer al partido Frente Renovador de la Concordia Social. Accedió a su banca como diputado nacional en 2021.
En 2023, fue candidato a Gobernador de Misiones, siendo derrotado por Hugo Passalacqua, quien pertenecía al partido gobernante Frente Renovador de la Concordia.